# 星降る王国のニナ
『星降る王国のニナ』（ほしふるおうこくのニナ、英語: NINA the starry bride）は、リカチによる日本の漫画作品。『BE・LOVE』（講談社）にて、2019年11月号から連載中。『BE・LOVE』の編集長の米村昌幸によると、戦いと恋が描かれる王道ファンタジー作品。2024年11月時点で累計発行部数は240万部を突破している。
2022年には第46回講談社漫画賞少女部門を受賞。
2024年10月から12月までテレビアニメが放送された。

## ストーリー
フォルトナ国城下ダヤに住む孤児の少女ニナは、たった一人でも良いから居場所が欲しいと願っていた。
珍しい瑠璃色の瞳から第二王子アズールに見いだされたニナは、大国ガルガダへ嫁ぐはずだったが事故死した王女アリシャ・セス・フォルトナに成り代わるため、美しく着飾り姫としての作法を身に付けることを求められるが、次第にアズールに心惹かれていく。

## 登場人物
声の項はボイスコミック版・テレビアニメ版共通の声優。

### フォルトナ国
ニナ / アリシャ・セス・フォルトナ
声 - 田中美海
本作の主人公。フォルトナ国城下ダヤに暮らしていた孤児のピンク色のショートカットの少女。珍しい瑠璃色の瞳を持つため、前髪で顔を隠し、少年のふりをしていた。五年前の流行り病で両親を亡くし、同じく孤児になったサジ、コリンの兄弟と暮らしていたが、コリンの病死後サジに騙されアズールに売られ、事故死した王女アリシャ姫に成り代わることを求められる。アリシャ姫としては15歳。
天真爛漫でおてんばな性格。孤児ゆえに教養は何もなかったが、三か月足らずで巫女の知識をすべて覚え、王女としての振る舞い方を身に付けていくが、まだまだ猛勉強中。アリシャ姫とは瞳の色以外一切似ていないが、顔がほとんど知られていないため入れ替わりの事実は気づかれていない。本来の髪は短いので、長い髪の付け毛で隠している。
アリシャに成り代わって約3か月、巫女としての知識や王女としての作法、教養を猛勉強するうちに、アズールに心惹かれていく。アズールのいるフォルトナを守るために、太上皇の協力のもと一人ガルガダに旅立つ。
アズール・セス・フォルトナ
声 - 梅原裕一郎、大渕野々花（本物）
フォルトナ国第二王子。灰金色の瞳が特徴。ガルガダに嫁ぐことになったアリシャを星離宮から王宮に連れてくる途中、アリシャ姫の乗った馬車が崖下に転落し、身代わりとしてニナを連れてくる。三か月間アリシャ姫の教育係を務める。
実は4歳で事故死した本物のアズールに成り代わった別人。王子の死を隠すために連れてこられ、十年間太上皇のもとで「この国のために生き、尽くす。決して何かを望んだり欲したりしてはならない」と厳しく教育され、13歳のころには臣下から大きく期待され、17歳で連隊を率いるほどにまでの聡明さを持つ。しかし現王妃にムフルムが生まれたことで自身の存在意義を見失い、自分も他者も人形（コマ）だと思うようになる。当初ニナのことはいずれはガルガダに非を押し付けるために殺すための人形ととらえていたが、ニナのことを欲しいと思うようになり、ガルガダ王子とアリシャ姫の婚姻を白紙にできないか奔走する。
太上皇（たいじょうこう）
声 - 屋良有作
現王の祖父、アズール、アリシャ、ムフルムの曽祖父にあたる。徒歩で半日ほどの距離にある赤い屋根の離宮で暮らしている。十年前は普通に歩けていたが、現在は腐毒のために両足が不自由になり、寝所との往復ができる程度。
本物のアズールの死後に連れてこられた現在のアズールを十年間離宮で育て、この国のために生きるように教育する。アズールを救いたいと嘆願に来たニナの振る舞いから、アリシャ姫ではないと見抜き、地下牢に入れるが、元々劣悪な環境で生きてきたニナにはまったく効果がなく、また自身の命よりもアズールなど入れ替わりの事実を知る者の命を優先する姿を見て、「”アリシャ”であればフォルトナを救える」とニナを導く。ニナのことを「紛い物で特異だからこそアズールを動かす風になる」と評し、ニナの力になる。
ムフルム
声 - 東山奈央
フォルトナ国第一王子。表向きはアズール、アリシャの異母弟にあたる。身長はニナの腰の辺りまでだが、体系はニナに言わせると「金持ちのちっさいおっさん」のようなむっちり体形。アズールのことを兄として慕い、憧れているが、自分の凡庸さを強く自覚しているため「アズールが王になればよい」と素直になれず、尊大に振る舞っていた。王女教育の疲れから部屋を抜け出したニナと出会い、共に過ごすうちに、素直にアズールを兄と慕えるようになる。ニナのことは王女として変わっていると言うが、姉として慕う。
フォルトナ王
声 - 祐仙勇
現在のフォルトナ王。太上皇の孫にあたる。元の正室との間にアズールを、亡き第三王妃との間にアリシャを、現王妃との間にムフルムをもうける。シャタルに夢中で、それゆえに4歳だった本物のアズールを死なせたが、自身の誕生祝が近かったことから「王子の死は不吉」だと身代わりを連れてこさせる。その身代わりであるアズールの優秀さが気に食わず、アズールが国の力になっていることは承知だが排除しようと動いている。側近のボーグ卿の進言からニナのことを「本物のアリシャではない」と疑い、問い詰めたが、ニナの機転により本物のアリシャだと認める。
フォルトナ王妃
声 - 石井未紗
ムフルムの母親。ムフルムを王にしようと動き、あからさまにアズールを嫌っているが、アズールの優秀さは認めており、ムフルムが即位した暁には国の力になると考えている。アズールが入れ替わっていることは知らない。アズールからすると裏表がなく真っ正直で、正面からしか来ないので、むしろ好感を持っている。
ヒカミ
声 - 斎賀みつき
フォルトナ王国の侍女。太上皇に仕えていたが、ニナの唯一の侍女としてガルガダ王国に同行してきた。型破りなニナの行動に振り回されるが、冷静に対応して彼女を支える。

### ガルガダ王国
大陸北部の大国。フォルトナとは険しい山脈で隣接し、陸路でも海路でも遠回りしなければならず、数週間の道のり。元は小国であったが、神官の「南に楽土あり」との神託により南下政策を進め、南の国々を武力で侵攻するため数十年で急激に軍事力をつける。周辺国への軍事的侵攻を名目化するための他国の姫達を凌辱し、抵抗を理由にその領土へ攻め入ったり、敗戦国の人民の奴隷化、その奴隷売買、人同士による闘技という名の殺し合い、無実の者の投獄、殺害など生臭さの絶えない国として現国王ノアが指揮を取り発展させている。
セト
声 - 内山昂輝、國府咲月（幼いセト）
ガルガダの第一王子。異母兄弟にビドー、ヨル、トートがおり、四人で王位を争っている。冷酷な物言いと振る舞いから恐れられ、心を許しているのはニィナという名の鳥のみ。他国から人質として多くの姫を花嫁候補に迎え、自分を殺させようと仕向け、実行した場合は報復としてその国を滅ぼしていたが、ニナにそれを見抜かれる。ニナも他の姫のように政略のために乗り込んできただけだととらえていたが、次第に何かが違うと考えるようになる。
ヨル
声 - 山下誠一郎
ガルガダの第二王子。フルネームはヨル・アト。セトの一つ年上だが、本来なら年の順で決まるはずの王位継承順がセトより低いことで対抗心を燃やしており、王位を積極的に狙う野心家。不遜で尊大な性格で、極度の女性嫌いのため近習を美形の男性のみで揃えている。
ビドー
声 - 石川界人
ガルガダの第三王子。フルネームはビドー・ターハ。兄弟では一番年上。表向きは朗らかで軽い性格で、ヨルとは正反対で極度の女性好きのため近習を女性のみで揃えている。
トート
声 - 堀江瞬
ガルガダの第四王子。フルネームはトート・ユガ。ミステリアスな雰囲気を纏い、一見、柔和に見えるが掴みどころのない性格。王位には興味がないと公言するが、本心は定かではない。
ノア・ハレ
声 - 浅野まゆみ
ガルガダの女王。銃の暴発で事故死した先王の妹で、セトたち四王子の叔母にあたる。四王子については、敬愛する兄の子ではあるので表向き情はあるように装うが、戦争の道具として扱ったりいとも簡単に殺害しようとしたりするなど、非情でしかない。敗戦国人民の奴隷下や人身売買、投獄、殺し合い、そのような血なまぐさいものを殊更に好み、力が全てだとガルガダを暴力の国として治め、他国侵攻への手を緩めないが、戦略・計略等頭脳戦には弱く、イエスマン以外のブレインも周囲に置いていないため、アズール王の計略でガルガダ国は一気に勢いを失う。元将軍のソルに特段の好意を抱いている様子がうかがえるが、その理由は定かではない。
ソル・ジーナ・ホルト（ホルト元将軍）
ガルガダ王国の元将軍。登場時は極東監獄グリフィゲルドに収監されている上級囚人とされていた。若くして将軍の地位に上り詰め軍人としての将来を期待されていたが、将来を共に過ごしたかも知れない女性を王に殺されたことから王を暗殺し収監されることとなった。未来も将来も求めず「世を捨てた」と明言し、無為に日々をただ過ごすだけの人生を送るつもりだったがニナと出会い、その手にホルト将軍の象徴である双刀槍を再び取り戻したことから監獄を出ることを決意する。自作の双刀槍を使った武術とその明晰な頭脳からガルガダでは伝説の武人と化していた。元来、知識欲が高く、得た知識を活用して人の役に立ちたいとの思いがあり、ガルガダの他国侵攻も「無意味な領土の争い」と言い切り、ガルガダ歴代王の政策に正面から反対していた。
アン
声 - 田澤茉純
ニナ付の侍女。元々はセトの居城の使用人だったが、ニナに気に入られ、侍女になる。

## 作風・評価
本作は王道な展開で描かれるファンタジーである。ライターの黒田順子によると、本作ではアジアンテイストの宮殿の装飾や衣装が美しく描かれており、それにより世界観が表されている。
2021年12月にReal Soundで紹介された、ライターの白石弓夏が選ぶ「2021年コミックBEST10」にて、本作は第6位を獲得している。
2022年5月、第46回講談社漫画賞少女漫画部門を受賞。
セト役を演じる内山昂輝は、「シリアスな物語と個性的なキャラクター同士のコメディシーンの織り交ぜ方が絶妙」な作品と評している。

## 書誌情報

### 漫画
- リカチ『星降る王国のニナ』講談社〈BE・LOVE KC〉、既刊16巻（2025年4月11日現在）
  1. 2020年3月13日発売[23][講 2]、ISBN 978-4-06-518717-3
  2. 2020年7月13日発売[講 3]、ISBN 978-4-06-520217-3
  3. 2020年10月13日発売[講 4]、ISBN 978-4-06-520983-7
  4. 2021年2月12日発売[講 5]、ISBN 978-4-06-522365-9
  5. 2021年6月11日発売[6][講 6]、ISBN 978-4-06-523658-1
  6. 2021年10月13日発売[講 7]、ISBN 978-4-06-525681-7
  7. 2022年2月10日発売[講 8]、ISBN 978-4-06-526769-1
  8. 2022年7月13日発売[講 9]、ISBN 978-4-06-528572-5
  9. 2022年11月11日発売[講 10]、ISBN 978-4-06-529878-7
  10. 2023年3月13日発売[講 11]、ISBN 978-4-06-531144-8
  11. 2023年8月10日発売[講 12][講 13]、ISBN 978-4-06-532772-2 / ISBN 978-4-06-532789-0（特装版）
  12. 2023年12月13日発売[講 14]、ISBN 978-4-06-534052-3
  13. 2024年4月12日発売[講 15]、ISBN 978-4-06-535302-8
  14. 2024年9月12日発売[講 16]、ISBN 978-4-06-536824-4
  15. 2024年11月13日発売[講 1]、ISBN 978-4-06-537571-6
  16. 2025年4月11日発売[講 17]、ISBN 978-4-06-538800-6

### 小説
- リカチ（原作）、もえぎ桃（文）『小説 星降る王国のニナ』講談社〈青い鳥文庫〉、2024年11月13日発売[24]、ISBN 978-4-06-537382-8

## ボイスコミック
2021年6月11日に単行本第5巻が発売された記念として、スペシャルボイスコミックが公開された。
また、アニメ化の記念として原作第1話のボイスコミックが2023年11月30日から期間限定で公開された。

## テレビアニメ
2023年11月、テレビアニメ化が発表。2024年10月から12月までTOKYO MXほかにて放送された。

### スタッフ
- 原作 - リカチ[4]
- 監督 - 駒屋健一郎[4]
- シリーズ構成・脚本 - 山田由香[4]
- キャラクターデザイン - 竹谷今日子[4]
- プロップデザイン・2Dワークス - 原由知
- 美術設定 - 白石洋
- 美術監督 - 三宅昌和
- 色彩設計 - 伴夏代
- CG監督 - 三谷文子
- 撮影監督 - 小池真由子
- 編集 - 増永純一
- 音響監督 - 亀山俊樹
- 音楽 - 田渕夏海[4]
- 音楽制作 - フライングドッグ
- 音楽プロデューサー - 深水円
- プロデューサー - 岡田昭彦、秋田規行、若林寛和、黒須信彦、塩谷尚史、松井優子、伊藤将生、有水宗治郎、中村暢
- アニメーションプロデューサー - 戸田剛史、千野孝敏
- アニメーション制作 - シグナル・エムディ[4]
- 製作 - 「星降る王国のニナ」製作委員会

### 主題歌
「nina」
坂本真綾によるオープニングテーマ。作詞は坂本真綾、作曲・編曲は白戸佑輔。
「星の伝言」
東山奈央によるエンディングテーマ。作詞・作曲・編曲は椿山日南子。

### 各話リスト
| 話数     | サブタイトル     | 絵コンテ            | 演出     | 作画監督                                                                                   | 総作画監督          | 初放送日        |
| -------- | ---------------- | ------------------- | -------- | ------------------------------------------------------------------------------------------ | ------------------- | --------------- |
| 第一夜   | 罪のはじまり     | ウシロシンジ        | 國本一穂 | 青木久美子 川口弘明 三沢聖也 王世林 PANDATOWER                                             | 竹谷今日子          | 2024年 10月10日 |
| 第二夜   | 失われた名前     | ウシロシンジ        | 松井郁洋 | 韓卲而 朴鎭光 白蓮珠                                                                       | 二宮奈那子          | 10月17日        |
| 第三夜   | 夢咲く夜         | ウシロシンジ        | 三橋和弥 | GIL                                                                                        | 竹谷今日子          | 10月24日        |
| 第四夜   | 出立の日         | ウシロシンジ        | 暗黒熊猫 | 西本真吾 金正男 星野光 申羅羅                                                              | 二宮奈那子          | 10月31日        |
| 第五夜   | 深紅の瞳         | ウシロシンジ        | 三橋和弥 | 青木久美子 川口弘明 Bak KK battery Lenore                                                  | 竹谷今日子          | 11月7日         |
| 第六夜   | はじめての姫     | ウシロシンジ        | 國本一穂 | 加藤初重                                                                                   | 加藤初重            | 11月14日        |
| 第七夜   | 大国の夢         | ウシロシンジ        | 矢島竜   | GIL じょま 西本真吾 金炅垠                                                                 | 竹谷今日子          | 11月21日        |
| 第八夜   | 血の記憶         | ウシロシンジ        | 松井郁洋 | 西本真吾 金正男 星野光 約拿単 申羅羅                                                       | -                   | 11月28日        |
| 第九夜   | 懸想の窓         | ウシロシンジ        | 陳凱航   | 陳婷婷 林梦贇 謝佳佳 Sun Zhenliang Ye Chang Weizeng Lamian Meng Run Mao Gaoban Zhou Junjie | 竹谷今日子 加藤初重 | 12月5日         |
| 第十夜   | 口蜜腹剣         | ウシロシンジ        | 矢島竜   | Dogwood じょま                                                                             | 竹谷今日子 横山麻華 | 12月12日        |
| 第十一夜 | 逢ひて逢わざる恋 | 柘植孝 三橋和弥     | 洪佩妮   | 森友絵 Bak Kkbattery Lenore                                                                | 竹谷今日子          | 12月19日        |
| 第十二夜 | 星のゆくえ       | 柘植孝 ウシロシンジ | 國本一穂 | 楊小花 蒸気基                                                                              | 竹谷今日子          | 12月26日        |

### 放送局
| 放送期間                  | 放送時間                     | 放送局   | 対象地域   | 備考                                   |
| ------------------------- | ---------------------------- | -------- | ---------- | -------------------------------------- |
| 2024年10月10日 - 12月26日 | 木曜 22:00 - 22:30           | TOKYO MX | 東京都     |                                        |
| 2024年10月11日 - 12月27日 | 金曜 23:00 - 23:30           | BS朝日   | 日本全域   | 製作参加 / BS/BS4K放送 / 『アニメA』枠 |
| 2024年10月16日 - 12月29日 | 水曜 2:30 - 3:00（火曜深夜） | 毎日放送 | 近畿広域圏 | 『アニメ特区』第1部                    |
| 2024年12月26日 -          | 木曜 20:30 - 21:00           | AT-X     | 日本全域   | CS放送 / 字幕放送 / リピート放送あり   |

| 配信開始日     | 配信時間        | 配信サイト | 備考                      |
| -------------- | --------------- | --- | ------------------------- |
| 2024年10月7日  | 月曜 22:30 更新 | ABEMA | 地上波3日間先行・最速配信 |
| 2024年10月10日 | 木曜 22:30 更新 | dアニメストア DMM TV U-NEXT アニメ放題 Amazonプライムビデオ FOD バンダイチャンネル Hulu Disney+ Lemino TVer MBS動画イズム ニコニコ生放送 ニコニコチャンネル AnimeFesta ビデオマーケット カンテレドーガ music.jp |                           |
| 2024年10月11日 | 金曜 12:00 更新 | HAPPY動画 |                           |
| 2024年10月12日 | 土曜 0:00 更新  | TELASA J:COM STREAM auスマートパスプレミアム milplus |                           |

### BD
| 巻 | 発売日        | 収録話            | 規格品番  |
| -- | ------------- | ----------------- | --------- |
| 1  | 2025年1月29日 | 第一夜 - 第四夜   | DMPXA-400 |
| 2  | 2025年2月26日 | 第五夜 - 第八夜   | DMPXA-401 |
| 3  | 2025年3月26日 | 第九夜 - 第十二夜 | DMPXA-402 |